# 흰둥이
흰둥이(일본어: シロ 시로[*])는 《짱구는 못말려》에 나오는 등장인물로 신짱구가 주워온 유기견이었다. 과거 떡잎마을 방범대의 대원 중 하나였다. 지금은 짱구보다도 인기가 많으며 항상 흰둥이가 짱구가 사고친 걸 수습한다.

## 소개
짱구네 일가가 기르는 반려견이자 하얀색 계열의 소형견이며 국내판 이름은 흰둥이이다. 골목길 박스에 담겨져 있는 유기견으로 처음 등장해 떡잎마을 방범대에게 발견됐으며, 짱구의 집에서 살게된다. 이후 짱구와 단순히 애완견과 주인을 떠나 형제같은 사이로 가까워진다. 유독 짱구랑 산책가는걸 좋아한다. 자고 있다가도 봉미선이 짱구한테 흰둥이 산책좀 시키라는 말만 들으면 벌떡 일어났으며, 스스로 목줄을 챙겨올 정도다. 거의 천재견이며 여러 재주를 부릴수 있다.

## 특징
매우 영리하지만, 짱구한테 늘 휘둘리는 불쌍한 반려견이다. 말티즈로 추측되지만 국내 애니메이션판 기준 11기 10화에서 잡종견이라고 밝혀진다.
가끔 가다 짱구를 대신하여 짱아를 돌보기도 하는 든든한 반려견이지만, 딱히 제대로 보답받지 못하는 모양이다. 짱구가 자기 할 일을 던져놓고 놀러나가는 경우가 있는데, 흰둥이에게 밥을 주지 않고 나가는 경우가 많다. 또한, 산책도 자주 못하는 모양이다. 그리고 짱아가 엄마 몰래 사고를 쳤는데 그것을 흰둥이가 저지하고 봉미선이 짱아를 혼내는 일도 있었다. 그러나 짱구는 흰둥이를 무척이나 사랑한다.
그러나 여러 가지 재주를 가지고 있다(솜사탕, 생식기 긁기 등). 솜사탕은 몸을 둥글게 말아서 몸을 솜사탕처럼 만드는 재주이고, 배꼽 긁기는 배꼽을 앞발로 긁는(일본어: チンチンカイカイ 진친카이카이[*]) 재주이다. 짱아와 더불어 사람의 말을 모두 알아듣는다. 강아지이지만 짱아를 위험에서 구하고, 아픈 사람을 보고 눈물을 흘리고, 사람의 언어를 거의 다 알아듣고, 모르는 할머니를 도와주는 등 말하는 능력만 없을 뿐 그 외의 사고력은 사람과 비슷해 보인다. 
극장판 15기 짱구는 못말려 극장판: 태풍을 부르는 노래하는 엉덩이 폭탄!에서는 이례적으로 주인공이 되었고, 18기 짱구는 못말려 극장판: 초시공! 태풍을 부르는 나의 신부에서는 그의 후손들이 등장했다.
15기가 개봉하기전, TV시리즈에서는 요정의 마법으로 인간으로 변신하는 번외편이 방영됐다. 이 편에서 그는 짱구의 일란성 쌍둥이 형제 희동이가 됐고 유치원 생활, 심부름, 목욕하기 등 강아지였을 때는 상상도 못한 소박한 일상들을 누리며 행복해한다. 그러다 오오하라 나나코와 카스카베 방위대와 다함께 떠난 소풍자리에서 짱구를 잃어버렸고 하늘에는 먹구름이 깔리자 그는 모든 걸 제껴놓고 짱구를 쫓았다. 강아지 때처럼 후각으로 찾으려고 했지만, 인간으로 변해버린 후 후각이 쇠퇴해서 불가능했다. 이후 요정이 알려준 '친친 카이카이' 주문으로 다시 강아지로 변신해 짱구를 무사히 찾아낸다. 해당 에피소드는 흰둥이갗단순히 애완견이 아닌 노하라 일가 구성원으로 그려졌고 상대적으로 묘사가 적었던 그의 내면이 구체적으로 알려져 호평을 받았다.
짱구 또한 평소에는 흰둥이를 돌보는 일 자체를 매우 귀찮아하지만 위급상황에는 백팔십도 돌변하는 모습을 보인다. 흰둥이가 행방불명됐을때는 아빠 신형만과 같이 해가 질 때까지 동네를 돌아다니며 찾아다녔고 그날 밤에는 흰둥이가 영영 떠나버리는 꿈까지 꾸었다. 한 번은 흰둥이가 감기몸살로 입원해 있었는데 이때는 흰둥이가 아프게 된 건 자기가 평소에 먹이를 제대로 주지 않아서라 생각해 반성하며, 흰둥이가 없는 동안에는 텅 빈 흰둥이 집만 바라보다 나중에는 자신이 흰둥이 집에 들어가 흰둥이 흉내를 낸 적도 있었다.

### 짱구와 친해진 계기
박스에 담겨져 버려져 있다 떡잎마을 방범대와 짱구를 만났다. 이후 아이들은 누가 강아지를 데려갈지 의논했는데 네네는 이미 고양이가 있어서 강아지까지 데려가는 건 무리였고 토오루네 집은 고급빌라라 애완동물을 기르지 못하는 상황이었다. 결국 짱구가 강아지를 데려가게 되었다. 그리고 엄마가 없는 동안 혼자서 강아지와 여러 가지 놀이를 하며 놀다 봉미선이 돌아오자 급하게 강아지를 옷장 안에 숨겼다. 집에 돌아온 봉이선이 방바닥에 대파가 굴러다니는데다 아들은 어울리지도 않게 신문을 읽고 있는 걸 수상히 여기다 강아지 똥을 발견했다. 그리고 도망치는 짱구를 쫓아 옷장문을 강제로 열었다가 자신이 아끼는 드레스를 물어뜯어 놓은 흰둥이를 발견했다. 
짱구는 밥 주고 산책시키는 건 자기가 다 할테니 기르게만 해달라고 했고 나중에 상황을 알게 된 신형만은 살아있는 동물을 내다 버리라고 하는 건 아이한테 너무 가혹한 일이라고 했다. 하지만 강아지는 사료값부터가 비싸고 해줘야 할 일이 상상 이상으로 많은데다 짱구는 말은 그럴듯하게 하지만 나중에는 모두 엄마인 자신한테 치다꺼리 하게 만든다는 봉미선의 주장에는 반박할 말이 없었다. 결국 짱구는 강아지를 내다 버리러 갔는데 여기서 더빙판에선 편집된 장면이 나온다. 흰둥이가 담겨진 박스를 바라보던 그는 자신이 박스 안으로 들어갔다 순찰을 다니던 경찰에게 발견됐다. 
박스에 '수컷입니다, 키워주세요.'라는 문구를 본 경찰은 아이에게 이름이 뭐냐고 묻는다. 짱구는 강아지 이름을 묻는다고 생각해 자신이 마음대로 지은 '시로'라는 이름을 댔고 경찰은 아이가 아동학대를 당한 것도 모자라 개처럼 버려지기까지 했다고 생각해 서둘러 짱구와 흰둥이를 데리고 집에 찾아와 어떻게 아이를 버릴 수 있느냐고 야단을 쳤고 결국 봉미선은 흰둥이를 키우는걸 허락하게 된다. 일본에서 '시로'라는 이름은 인명으로도 많이 쓰이기 때문에 경찰이 아이 이름과 개 이름을 헷갈릴 수 있지만 한국에서 사람 이름을 흰둥이라고 짓는 경우가 없기 때문에 다소 부자연스러워 보여 편집한 듯하다.